# 1988年ソウルオリンピックのデンマーク選手団
1988年ソウルオリンピックのデンマーク選手団（1988ねんソウルオリンピックのデンマークせんしゅだん）は、1988年9月17日から10月2日にかけて韓国のソウルで開催された1988年ソウルオリンピックのデンマーク選手団、およびその競技結果。

## 概要
今大会は金メダル2個、銀メダル1個、銅メダル1個の合計4個のメダルを獲得した。

## メダル
| メダル | 選手名             | 競技   | 種目               |
| ------ | ------------------ | ------ | ------------------ |
| 金     | ダン・フロスト     | 自転車 | 男子ポイントレース |
| 銀     | ベニー・ニールセン | 競泳   | 男子200mバタフライ |